# Girotondo
Pistes de Tutti morimmo a stento
Inverno Terzo intermezzo
Girotondo (Danse ronde) est une chanson de Fabrizio De André sur un air de musique populaire,  incluse dans l'album Tutti morimmo a stento (1968). 

## L'inspiration et l'histoire
La chanson est une comptine chantée au rythme de Marcondiro (Oh che bel castello)  dans laquelle une chorale d'enfants pose des questions et le chanteur, accompagné de la guitare, répond.
La chanson traite de deux des thèmes présentés dans l’album concept: la «mort physique» et la «mort psychologique», ce dernier faisant référence à la perte de l’innocence d’enfants.
L'histoire est racontée dans un sens kafkaïen, le mal se passe sans que personne  n'en soit conscient ou le désir. 
Pour que le soldat ne puisse pas faire la guerre mais la guerre éclate, Dieu pourrait intervenir mais il ne le fait pas, l'aviateur ne peut pas lancer la bombe mais la bombe est déjà tombée et frappera tous sans distinction.
La chanson est devenue l'une des affiches contre la guerre.

## Autres versions
La chanson a également été enregistrée par Teresa De Sio et Yo Yo Mundi dans l’album de charité «Fatto per un mondo migliore» («Fabriqué pour un monde meilleur») dont les bénéfices ont été destinés aux projets du HCR en ex-Yougoslavie.